# Кабыршакты
Кабыршакты (каз. Қабыршақты, до 2018 г. — Первомай) — село в Акжаикском районе Западно-Казахстанской области Казахстана. Административный центр Кабыршактынского сельского округа. Код КАТО — 273259100.

## Население
В 1999 году население села составляло 1325 человек (659 мужчин и 666 женщин). По данным переписи 2009 года, в селе проживало 1069 человек (553 мужчины и 516 женщин).